# 河北街道 (公主岭市)
河北街道，是中华人民共和国吉林省长春市公主岭市下辖的一个乡镇级行政单位。

## 行政区划
河北街道下辖以下地区：
京华社区、永兴社区、兴贸社区和永红社区。